# Мурашниця сірощока
Мурашниця сірощока (Hylopezus fulviventris) — вид горобцеподібних птахів родини Grallariidae.

## Поширення
Вид поширений у південно-східній частині Колумбії, на сході Еквадору та північному сході Перу. Населяє густі хащі та на узліссях вологого лісу, на висоті до 750 м над рівнем моря .

## Опис
Птах завдовжки 14,5 см. Оперення верхньої частини оливкове, шиферно-сіре на потилиці та голові, з білими локонами та невеликим білим постокулярним трикутником; боки рудуваті; горло і низ білі, з темними смугами на грудях і боках.

## Підвиди
Виділяють два підвиди:
- Hylopezus fulviventris caquetae Chapman, 1923 — на південному сході Колумбії.
- Hylopezus fulviventris fulviventris (Sclater, 1858) — східний Еквадор і північ Перу.